# Capitanes de Arecibo 2017 (pallavolo)
Questa voce raccoglie le informazioni riguardanti i Capitanes de Arecibo nelle competizioni ufficiali della stagione 2017.

## Organigramma societario
Area direttiva
- Presidente: Luis Monrouzeau
- Vicepresidente: José Couto
- Direttore generale: Ángel Edgardo García

Area organizzativa
- Gestore di proprietà: Héctor Cordero

Area tecnica
- Primo allenatore: David Alemán
- Assistente allenatore: Dariel Rolón, Noel Marti

Area sanitaria
- Terapista: Wilbert Galva, Alejandro Alayón

## Rosa
| N° | Nome                 | Ruolo | Data di nascita   | Nazionalità sportiva |
| -- | -------------------- | ----- | ----------------- | -------------------- |
| 2  | David Menéndez       | C     | 22 febbraio 1988  | Porto Rico           |
| 3  | Yunieski Ramírez     | S     | 13 febbraio 1986  | Porto Rico           |
| 4  | Pedro Cabrera        | L     | 15 gennaio 1990   | Porto Rico           |
| 5  | Fernando Morales     | P     | 4 febbraio 1982   | Porto Rico           |
| 6  | Ángel Rodríguez      | P     | -                 | Porto Rico           |
| 7  | Cristian Encarnación | S     | 3 settembre 1993  | Porto Rico           |
| 9  | Carlos Acosta        | S     | 22 settembre 1993 | Porto Rico           |
| 10 | Ezequiel Cruz        | S     | 15 luglio 1986    | Porto Rico           |
| 11 | Marcos Liendo        | S/L   | 8 novembre 1989   | Porto Rico           |
| 12 | Roberto Muñiz        | C/O   | 11 giugno 1980    | Porto Rico           |
| 13 | Alexis Colón         | C     | 30 maggio 1990    | Porto Rico           |
| 15 | Andrés Talavera      | S/O   | -                 | Porto Rico           |

## Mercato
| Acquisti | Acquisti             | Acquisti                 | Acquisti      |
| R.       | Nome                 | da                       | Modalità      |
| -------- | -------------------- | ------------------------ | ------------- |
| C        | David Menéndez       | Plataneros de Corozal    | definitivo    |
| S        | Yunieski Ramírez     | Gigantes de Carolina     | definitivo    |
| L        | Pedro Cabrera        | Cariduros de Fajardo     | fine prestito |
| P        | Fernando Morales     | Orange Nassau            | definitivo    |
| P        | Ángel Rodríguez      | Cariduros de Fajardo     | definitivo    |
| S        | Cristian Encarnación | Plataneros de Corozal    | definitivo    |
| S        | Carlos Acosta        | Patriotas de San Juan    | definitivo    |
| S        | Ezequiel Cruz        | Al-Salam                 | definitivo    |
| S/L      | Marcos Liendo        | Plataneros de Corozal    | definitivo    |
| C/O      | Roberto Muñiz        | Caribes de San Sebastián | fine prestito |
| C        | Alexis Colón         | Plataneros de Corozal    | fine prestito |
| S/O      | Andrés Talavera      | Erskine                  | definitivo    |

| Cessioni | Cessioni | Cessioni | Cessioni |
| R. | Nome     | a        | Modalità |
| --- | -------- | -------- | -------- |
| Non sono avvenuti movimenti di mercato in uscita perché la società è stata inattiva nella stagione precedente |          |          |          |

## Risultati

### LVSM

#### Regular season
| 1ª giornata - 8 settembre 2017 Coliseo Manuel Iguina, Arecibo      | Capitanes de Arecibo | -     | Gigantes de Adjuntas | [ 1 ]                      |
| 2ª giornata - 10 settembre 2017 Coliseo Guillermo Angulo, Carolina | Gigantes de Carolina | -     | Capitanes de Arecibo | [ 1 ]                      |
| 3ª giornata - 15 settembre 2017 Coliseo Gelito Ortega, Naranjito   | Changos de Naranjito | 1 - 3 | Capitanes de Arecibo | 16-25, 25-17, 23-25, 22-25 |
| 4ª giornata - 17 settembre 2017 Coliseo Manuel Iguina, Arecibo     | Capitanes de Arecibo | 3 - 1 | Indios de Mayagüez   | 25-27, 25-21, 25-14, 28-26 |

## Statistiche

### Statistiche di squadra
| Competizione | Punti | In casa | In casa | In casa | In trasferta | In trasferta | In trasferta | Totale | Totale | Totale |
| Competizione | Punti | G       | V       | P       | G            | V            | P            | G      | V      | P      |
| ------------ | ----- | ------- | ------- | ------- | ------------ | ------------ | ------------ | ------ | ------ | ------ |
| LVSM         | 6     | 1       | 1       | 0       | 1            | 1            | 0            | 2      | 2      | 0      |
| Totale       | -     | 1       | 1       | 0       | 1            | 1            | 0            | 2      | 2      | 0      |

G = partite giocate; V = partite vinte; P = partite perse